# 海普雷里 (密蘇里州)
海普雷里（英語：High Prairie）是位於美國密蘇里州韋伯斯特縣的非建制地區。

## 歷史
海普雷里的郵局於1872年設立，其後於1891年停運。

## 地理
海普雷里所處的海拔為高於海平面443米（即1453英呎），而該地所採用的時區為UTC-6，即北美中部時區（CST）。同時該地設有夏令時間，為UTC-6調快一小時，即UTC-5（CDT）。